# Понур
Понур — водонепроникне покриття ділянки дна водойми, яке примикає з напірного боку (верхнього б'єфа) до греблі або іншої водопідпірної споруди; складова частина флютбета. Понур подовжує шлях фільтрації води під спорудою, знижує фільтраційний тиск на її підошву, зменшує швидкість і витрату води, що профільтрувалася, запобігає розмиванню річища перед греблею. Понур виготовляють з глинистих ґрунтів, глинобетону, бетону, залізобетону, торфу, бітумних матеріалів або деревини. Іноді понур з'єднують з тілом греблі анкерами (анкерний понур), підвищуючи її стійкість проти зсуву.